# Jean-Christophe Yoccoz
Jean-Christophe Yoccoz (ur. 29 maja 1957 w Paryżu, zm. 3 września 2016 tamże) – francuski matematyk, laureat Medalu Fieldsa z 1994 roku.

## Życiorys
Kształcił się w École normale supérieure w Paryżu i École Polytechnique w Palaiseau. Stopień doktora uzyskał w 1985 roku na École Polytechnique, promotorem jego doktoratu był Michael Herman. Następnie został profesorem na Uniwersytecie Paryskim w Orsay. 
W 1994 roku został uhonorowany Medalem Fieldsa na Międzynarodowym Kongresie Matematyków w Zurychu za pracę nad układami dynamicznymi.
Wypromował kilkunastu doktorów, w tym Sylvaina Crovisiera. W 1990 wygłosił wykład sekcyjny, a w 1994 wykład plenarny na Międzynarodowym Kongresie Matematyków.